# Hanum
Hanum este o comună din landul Saxonia-Anhalt, Germania.